# DSO Mikroregion venkov
DSO Mikroregion venkov je dobrovolný svazek obcí v okresu Benešov, okresu Pelhřimov a okresu Tábor, jeho sídlem jsou Chotoviny a jeho cílem je regionální rozvoj. Sdružuje celkem 30 obcí a byl založen v roce 2002.

## Obce sdružené v mikroregionu
- Běleč
- Borotín
- Bradáčov
- Dolní Hořice
- Dolní Hrachovice
- Hlasivo
- Chotoviny
- Mladá Vožice
- Nemyšl
- Nová Ves u Mladé Vožice
- Oldřichov
- Pohnánec
- Pohnání
- Pojbuky
- Ratibořské Hory
- Rodná
- Řemíčov
- Slapsko
- Smilovy Hory
- Sudoměřice u Tábora
- Šebířov
- Vilice
- Zadní Střítež
- Zhoř u Mladé Vožice
- Těchobuz
- Jedlany
- Jistebnice
- Miličín
- Nadějkov
- Vodice